# Pierre René Müller
Pierre René Müller (* 10. April 1977 in Berlin) ist ein deutscher Schauspieler. 

## Leben
Bereits mit fünf Jahren stand er zum ersten Mal vor der Kamera in Ein Baum wird gepflanzt unter der Leitung von Günter Köste. Seine bekannteste Rolle hat er bei der Fernsehserie Die Rettungsflieger, bei der er über den gesamten Zeitraum von 10 Jahren die fast einzige durchgehende Rolle als Gefreiter/Obergefreiter Homann spielt. 
Er hat eine Körpergröße von 1,70 Meter, spielt Gitarre, singt und betreibt Judo und Kickboxen.

## Filmografie (Auswahl)
- 1983: Foxi (Kurzfilm) Buch & Regie: Eberhard Weißbarth
- 1986: Urlaub auf italienisch (TV-Serie)
- 1987: 16.00 Uhr – Konditorei Kranzler (Kurzfilm) Buch & Regie: Eberhard Weißbarth
- 1990: Edgar, Hüter der Moral (TV-Serie)
- 1991: Wie gut, dass es Maria gibt – Eine Kirche auf Rädern (TV-Serie)
- 1993: Grüß Gott, Genosse (TV)
- 1994: Alles Glück dieser Erde (TV-Serie)
- 1995: Tatort – Ein ehrenwertes Haus (TV-Reihe)
- 1995: Abgefahren (Fernsehfilm)
- 1995: Schwarz greift ein – Leistungsdruck (TV-Serie)
- 1996: Kuppke (Fernsehfilm)
- 1996: Game Over (Fernsehfilm)
- 1996: Immer wieder Sonntag – "Puzzlespiel" und "Schwarze Katze von links nach rechts" (TV-Serie)
- 1996: Max Wolkenstein – Geile Gefahr (TV-Serie)
- 1995–1996: Unser Lehrer Doktor Specht 12 Episoden (TV-Serie)
- 1997–2007: Die Rettungsflieger 88 Episoden (TV-Serie)
- 1997: Frauenarzt Dr. Markus Merthin – Nach der Fete (TV-Serie)
- 1997: Bella Block: Tod eines Mädchens (TV-Serie)
- 1997: Die Kids von Berlin – Tödliche Spiele
- 1998: Der Fahnder – Pit (TV-Serie)
- 1998: Am liebsten Marlene – Vater und Sohn (TV-Serie)
- 1998: SK Babies – Die Angstmacher (TV-Serie)
- 1998: Die Wache – Nicht meine Mutter! (TV-Serie)
- 1998–2000: Fieber – Ärzte für das Leben 13 Episoden (TV-Serie)
- 2000: Im Namen des Gesetzes – Mutterliebe (TV-Serie)
- 2001: Herzschlag - Das Ärzteteam Nord – Vollmond (TV-Serie)
- 2001: Der Tunnel (TV-Zweiteiler)
- 2001: Ein Fall für zwei – K.O.-Girls (TV-Serie)
- 2001: Alphateam – Die Lebensretter im OP – Außenseiter (TV-Serie)
- 2001: Die Wache – Too Much (TV-Serie)
- 2001: St. Angela – Coming Out (TV-Serie)
- 2001: Großstadtrevier – Nichts als die Wahrheit (TV-Serie)
- 2002: Hallo Robbie! – Robbie macht Stress (TV-Serie)
- 2011: To go or not to go (Kurzfilm)
- 2012: Ein Fehler und Tellerwaschen (Kurzfilm)
- 2012: Klappe Cowboy! – Regie Timo Jacobs (Spielfilm)
- 2012: Jump over the River – Musik Pierre René Müller/Regie, Schnitt Siggi Kautz (Musikvideo)
- 2013: Großstadtgeflüster – Regie, Kamera, Postp. Pierre René Müller (Kurzfilm)
- 2016: Der Mond scheint dunkel  (Musikvideo)